# 李滨生
李滨生（1953年—），汉族，中华人民共和国政治人物，中国共产党党员，第十一届全国政协委员。
担任中华全国总工会研究室主任兼中国工运研究所所长。2008年，当选第十一届全国政协委员，代表中华全国总工会，分入第十七组。